# Jatropha minor
Jatropha minor är en törelväxtart som beskrevs av Ignatz Urban. Jatropha minor ingår i släktet Jatropha och familjen törelväxter. Inga underarter finns listade i Catalogue of Life.